# Підземне сховище газу Банатскі-Двор
Підземне сховище газу Банатскі-Двор – об’єкт нафогазової інфраструктури Сербії. Станом на початок 2020-х єдине підземне сховище газу в країні.
Створити підземне сховище на основі виснаженого газового родовища запланували ще в часи існування Югославії. Втім, у 1990-х роках під час перебування цієї країни під міжнародними санкціями родовище продовжили експлуатувати навіть після досягнення ним необхідних для сховища проектних параметрів, що призвело до заповнення частини резервуару водою.
У підсумку за створення ПСГ узялись лише наприкінці 2000-х, при цьому головним інвестором став російський «Газпром», котрий отримав 51% участі (ця інвестиція розглядалась як складова частина мегапроекту «Південний потік», замість якого на початку 2020-х запустили менш потужний «Балканський потік»). Основними витратами під час реалізації проекту було придбання буферного газу, необхідного для закачування у колишнє родовище з метою відновлення резервуару (всього на це могло піти до 800 млн м3). Сховище ввели в експлуатацію у 2011-му із ємністю 450 млн м3 та добовою пропускною здатністю на видачу у 5 млн м3.
В 2019-му розпочали роботи зі збільшення обсягу зберігання до 750 млн м3 та збільшення пропускної здатності на видачу до 10 млн м3.
Сховище розташоване на схід від траси головного сербського нафтогазового коридору Хоргош – Лесковац.